# Locura total
Locura total es el vigésimo segundo álbum de estudio del músico argentino Fito Páez y el decimotercer del músico brasilero Paulinho Moska, y el primero que Páez graba en colaboración con otro artista desde Enemigos íntimos (1998) con Joaquín Sabina. 
El álbum fue grabado entre Buenos Aires, Río de Janeiro y Miami y contó con la producción de Liminha, productor de artistas emblemáticos de la música brasilera como Os Paralamas do Sucesso y Ed Motta.

## Lista de temas
| Nombre                                                                    | Duración |
| ------------------------------------------------------------------------- | -------- |
| 1. Hermanos (Fito Páez y Paulinho Moska)                                  | 4:54     |
| 2. Milagros y heridas (Fito Páez)                                         | 3:35     |
| 3. Locura total (Fito Páez y Paulinho Moska)                              | 4:35     |
| 4. Imposible escribir sobre nada (Fito Páez y Paulinho Moska)             | 3:15     |
| 5. Garota muchacha (Paulinho Moska)                                       | 4:55     |
| 6. Nuestra historia de amor (Fito Páez)                                   | 4:25     |
| 7. Onde voce passou a noite (Paulinho Moska y Carlos Renno)               | 4:55     |
| 8. Adiós a las cosas (Fito Páez y Paulinho Moska)                         | 3:20     |
| 9. Hijos de amor (Paulinho Moska)                                         | 4:18     |
| 10. Todas las cosas que están en el mundo (Paulinho Moska y Carlos Renno) | 4:55     |
| 11. Brillante (Fito Páez y Paulinho Moska)                                | 2:54     |
| 12. Flores de abraços (Paulinho Moska)                                    | 2:45     |